# Gerhard Schorsch
Johannes Julius Gerhard Schorsch (* 15. Oktober 1900 in Sorau, Niederlausitz; † 11. Mai 1992 in Kassel) war ein deutscher Neurologe und Psychiater sowie Epileptologe.

## Leben
Gerhard Schorsch war der Sohn eines Bäckermeisters. Er erwarb 1918 am Gymnasium in Sorau das Notabitur und leistete danach noch Militärdienst. Er schloss sich 1921 einem Freikorps an und war an den Kämpfen in Oberschlesien beteiligt.
Er studierte ab 1919 Medizin und Philosophie an den Universitäten Breslau, Würzburg, München und Leipzig. Er gehörte der Burschenschaft Arminia in Breslau an, die nach dem Zweiten Weltkrieg in der Alten Breslauer Burschenschaft der Raczkes aufging. Nach dem Staatsexamen promovierte er 1924 in Breslau mit seiner Arbeit zur Bedeutung der Tonsillen bei der Tuberkulose mit besonderer Berücksichtigung der Lungentuberkulose. Anschließend war er Medizinalpraktikant an den Universitätskliniken in Breslau, Hamburg-Eppendorf bei Max Nonne und Marburg bei Ernst Kretschmer.
1928 wurde er Assistent und 1936 Oberarzt an der Universitätsklinik in Leipzig bei Paul Schröder und August Bostroem. Nach seiner Habilitation 1935 mit der Arbeit "Zur Theorie der Halluzinationen" war er Privatdozent für Psychiatrie und Neurologie sowie 1941 bis 1945 außerordentlicher Professor an der Universität Leipzig. 1946 erfolgte die Ernennung zum Professor,
Von Anfang September 1940 bis 1967 war Schorsch als Nachfolger von Werner Villinger Chefarzt der Von Bodelschwinghschen Anstalten Bethel und ab 1945 in Personalunion auch Chefarzt einer zunächst kleinen Forschungsabteilung des Spezialkrankenhauses für Epileptische in Bethel, bevor auch auf seine Initiative hin 1955 die Gründung der "Gesellschaft für Epilepsieforschung" erfolgte.
Zur Zeit des Nationalsozialismus war er ab 1933 als HJ-Arzt tätig und trat 1937 der NSDAP bei. Des Weiteren gehörte er der NSV und dem NS-Ärztebund an. Im Rahmen der Aktion T4 teilte er Patienten in Bethel nach mehreren Leistungskategorien wie „Geistig Tote, Vegetative Endzustände oder sehr gute Leistungen“ ein.
Schorsch war u. a. 1957–59 Erster Vorsitzender der neu gegründeten Deutschen Sektion der Internationalen Liga gegen Epilepsie (seit 2004: Deutsche Gesellschaft für Epileptologie). Er leitete auch die ersten beiden Tagungen 1958 und 1959 in Bethel.
Er war mit der Medizinerin Helene, geborene Lehmann, verheiratet. Das Paar hatte drei Kinder.

## Ehrungen
- 1967: Großes Verdienstkreuz mit Stern der Bundesrepublik Deutschland
- 1969: Michael-Preis der Stiftung Michael
- 1979: Ehrenmitglied der Deutschen Sektion der Internationalen Liga gegen Epilepsie (seit 2004: Deutsche Gesellschaft für Epileptologie)